# Korisliiga
Korisliiga – najwyższa liga koszykarska w Finlandii, w której występuje 12 zespołów. W obecnym formacie drużyny grają ze sobą dwa razy w sezonie, u siebie i na wyjeździe. 8 najlepszych zespołów awansuje do play-offów.

## Zespoły
Stan na sezon 2014/15:
- Helsinki Seagulls
- Joensuun Kataja
- Kauhajoen Karhu
- Kouvot
- KTP-Basket
- Lapuan Korikobrat
- Namika Lahti
- Nilan Bisons
- Salon Vilpas
- Tampereen Pyrintö
- Tapiolan Honka

## Mistrzowie Finlandii
- 1938–89  Ylioppilaskoripalloilijat
- 1939–90  Eiran Kisa-Veikot
- 1940–01  Kadettikoulu
- 1941–13 Rozgrywki zawieszone z powodu II WŚ
- 1943–34  Kiri-Veikot
- 1944–45  Kiri-Veikot
- 1945–56  NMKY Helsinki
- 1946–67  NMKY Helsinki
- 1947–78  Kiri-Veikot
- 1948–89  HOK-Veikot
- 1949–90  HOK-Veikot
- 1950–01  HOK-Veikot
- 1951–12  HOK-Veikot
- 1952–23  Pantterit
- 1953–34  Pantterit
- 1954–45  Pantterit
- 1955–56  Pantterit
- 1956–67  Pantterit
- 1957–78  KTP
- 1958–89  Pantterit
- 1959–90  Torpan Pojat
- 1960–01  Helsingin Kisa-Toverit
- 1961–12  Helsingin Kisa-Toverit
- 1962–23  Helsingin Kisa-Toverit
- 1963–34  Helsingin Kisa-Toverit
- 1964–45  Helsingin Kisa-Toverit
- 1965–56  Torpan Pojat
- 1966–67  KTP
- 1967–78  Espoon Honka
- 1968–89  Espoon Honka
- 1969–90  Espoon Honka
- 1970–01  Espoon Honka
- 1971–12  Espoon Honka
- 1972–23  Turun NMKY
- 1973–34  Espoon Honka
- 1974–45  Turun NMKY
- 1975–56  Espoon Honka
- 1976–67  Turun NMKY
- 1977–78  Torpan Pojat
- 1978–89  Espoon Honka
- 1979–90  Pantterit
- 1980–01  Torpan Pojat
- 1981–12  Turun NMKY
- 1982–23  Torpan Pojat
- 1983–34  NMKY Helsinki
- 1984–45  NMKY Helsinki
- 1985–56  Torpan Pojat
- 1986–67  NMKY Helsinki
- 1987–78  KTP
- 1988–89  NMKY Helsinki
- 1989–90  Uudenkaupungin Urheilijat
- 1990–01  KTP
- 1991–12  NMKY Helsinki
- 1992–23  KTP
- 1993–34  KTP
- 1994–45  Kouvot
- 1995–56  Torpan Pojat
- 1996–67  Torpan Pojat
- 1997–78  Torpan Pojat
- 1998–89  Kouvot
- 1999–90  Namika Lahti
- 2000–01  Espoon Honka
- 2001–02  Espoon Honka
- 2002–03  Espoon Honka
- 2003–04  Kouvot
- 2004–05  Lappeenrannan NMKY
- 2005–06  Lappeenrannan NMKY
- 2006–07  Espoon Honka
- 2007–08  Espoon Honka
- 2008–09  Namika Lahti
- 2009–10  Tampereen Pyrintö
- 2010–11  Tampereen Pyrintö
- 2011–12  Bisons Loimaa (Nilan)
- 2012–13  Bisons Loimaa (Nilan)
- 2013–14  Tampereen Pyrintö
- 2014–15  Joensuun Kataja
- 2015-16  Kouvot Kouvola
- 2016-17  Joensuun Kataja
- 2017-18  Kauhajoki Karhu
- 2018-19  Kauhajoki Karhu
- 2019–20 brak
- 2020–21 Salon Vilpas
- 2021-22  Kauhajoki Karhu
- 2022-23  Helsinki Seagulls

## Finały
| Sezon   | Mistrz             | Wicemistrz         | Wynik | Brązowy medalista  |
| ------- | ------------------ | ------------------ | ----- | ------------------ |
| 1980–81 | Torpan Pojat       | Tampereen Pyrintö  | 3–0   | Hyvinkään Tahko    |
| 1981–82 | Turun NMKY         | Pantterit          | 3–2   | KTP Basket         |
| 1982–83 | Torpan Pojat       | Pantterit          | 3–2   | Turun NMKY         |
| 1983–84 | Helsingin NMKY     | Tapiolan Honka     | 3–0   | KTP Basket         |
| 1984–85 | Helsingin NMKY     | KTP Basket         | 3–1   | UU                 |
| 1985–86 | Torpan Pojat       | KTP Basket         | 3–1   | Helsingin NMKY     |
| 1986–87 | Helsingin NMKY     | KTP Basket         | 3–0   | UU                 |
| 1987–88 | KTP Basket         | Helsingin NMKY     | 3–2   | Torpan Pojat       |
| 1988–89 | Helsingin NMKY     | HoNsU              | 3–2   | Pantterit          |
| 1989–90 | UU                 | KTP Basket         | 3–1   | Helsingin NMKY     |
| 1990–91 | KTP Basket         | HoNsU              | 3–2   | Torpan Pojat       |
| 1991–92 | Helsingin NMKY     | Pantterit          | 4–2   | UU                 |
| 1992–93 | KTP Basket         | Torpan Pojat       | 3–0   | HoNsU              |
| 1993–94 | KTP Basket         | Torpan Pojat       | 3–2   | Forssan Koripojat  |
| 1994–95 | Kouvot             | Korihait           | 3–1   | Torpan Pojat       |
| 1995–96 | Torpan Pojat       | Namika Lahti       |       | Espoon Honka       |
| 1996–97 | Torpan Pojat       | Kouvot             |       | Espoon Honka       |
| 1997–98 | Torpan Pojat       | Kouvot             |       | Espoon Honka       |
| 1998–99 | Kouvot             | Espoon Honka       | 3–1   | Turun NMKY         |
| 1999–00 | Namika Lahti       | Torpan Pojat       | 3–2   | Espoon Honka       |
| 2000–01 | Espoon Honka       | Tampereen Pyrintö  | 3–0   | Namika Lahti       |
| 2001–02 | Espoon Honka       | Namika Lahti       | 3–2   | Kataja Basket Club |
| 2002–03 | Espoon Honka       | Kataja Basket Club | 3–1   | Pussihukat         |
| 2003–04 | Kouvot             | Namika Lahti       | 3–1   | KTP Basket         |
| 2004–05 | Lappeenrannan NMKY | Pussihukat         | 3–2   | Kataja Basket Club |
| 2005–06 | Lappeenrannan NMKY | Kataja Basket Club | 3–2   | Espoon Honka       |
| 2006–07 | Espoon Honka       | Namika Lahti       | 3–0   | Kataja Basket Club |
| 2007–08 | Espoon Honka       | Kouvot             | 3–1   | Lappeenrannan NMKY |
| 2008–09 | Namika Lahti       | Kataja Basket Club | 3–0   | Tampereen Pyrintö  |
| 2009–10 | Tampereen Pyrintö  | Torpan Pojat       | 3–2   | Kouvot             |
| 2010–11 | Tampereen Pyrintö  | Kataja Basket Club | 3–2   | KTP Basket         |
| 2011–12 | Bisons Loimaa      | Kataja Basket Club | 3–1   | Torpan Pojat       |
| 2012–13 | Bisons Loimaa      | KTP Basket         | 3–2   | Kataja Basket Club |
| 2013–14 | Tampereen Pyrintö  | Kataja Basket Club | 3–1   | Bisons Loimaa      |
| 2014–15 | Kataja Basket Club | Bisons Loimaa      | 3–2   | KTP Basket         |

## Tytuły według klubu
| Klub                      | Tytuły | Sezon                                                                              |
| ------------------------- | ------ | ---------------------------------------------------------------------------------- |
| Pantterit                 | 14     | 1944, 1945, 1948, 1949, 1950, 1951, 1952, 1953, 1954, 1955, 1956, 1957, 1959, 1980 |
| Espoon Honka              | 13     | 1968, 1969, 1970, 1971, 1972, 1974, 1976, 1979, 2001, 2002, 2003, 2007, 2008       |
| Torpan Pojat              | 9      | 1960, 1966, 1978, 1981, 1983, 1986, 1996, 1997, 1998                               |
| Helsingin NMKY            | 7      | 1946, 1947, 1984, 1985,1987, 1989, 1992                                            |
| KTP                       | 6      | 1958, 1967, 1988, 1991, 1993, 1994                                                 |
| Helsingin Kisa-Toverit    | 5      | 1961, 1962, 1963, 1964, 1965                                                       |
| Turun NMKY                | 4      | 1973, 1975, 1977, 1982                                                             |
| Kouvot                    | 3      | 1995, 1999, 2004                                                                   |
| Tampereen Pyrintö         | 3      | 2010, 2011, 2014                                                                   |
| Lappeenrannan NMKY        | 2      | 2005, 2006                                                                         |
| Namika Lahti              | 2      | 2000, 2009                                                                         |
| Bisons Loimaa             | 2      | 2012, 2013                                                                         |
| Ylioppilaskoripalloilijat | 1      | 1939                                                                               |
| Eiran Kisa-Veikot         | 1      | 1940                                                                               |
| Kadettikoulu              | 1      | 1941                                                                               |
| UU                        | 1      | 1990                                                                               |
| Kataja Basket Club        | 1      | 2015                                                                               |

## Statystyki

### Liderzy wszech czasów
(stan na 15 listopada 2015)
| Kategoria  | Zawodnik        | Suma  |
| ---------- | --------------- | ----- |
| Gry        | Jarkko Tuomala  | 623   |
| Punkty     | Gerald Lee, Sr. | 12552 |
| Zbiórki    | Jonathan Moore  | 4414  |
| Asysty     | Petri Virtanen  | 1653  |
| Przechwyty | Gerald Lee, Sr. | 1145  |
| Bloki      | Sami Lehtoranta | 551   |

## Nagrody
| Zawodnik (X) | Oznacza liczbę nagród, uzyskanych przez tego samego zawodnika |

| Sezon   | Zawodnik           | Poz. | Nar.                                 | Zespół            |
| ------- | ------------------ | ---- | ------------------------------------ | ----------------- |
| 1996–97 | Kurk Lee           |      | Stany Zjednoczone                    | Torpan Pojat      |
| 1997–98 | James Gatewood     |      | Stany Zjednoczone                    | Torpan Pojat      |
| 1998–99 | Faisal Abraham     |      | Wyspy Dziewicze Stanów Zjednoczonych | Salon Vilpas      |
| 1999–00 | Marcus Grant       |      | Stany Zjednoczone                    | Namika Lahti      |
| 2000–01 | Damon Williams     |      | Stany Zjednoczone                    | Pyrbasket         |
| 2001–02 | Lonnie Cooper      |      | Stany Zjednoczone                    | Espoon Honka      |
| 2002–03 | Marcus Grant (2)   |      | Stany Zjednoczone                    | Espoon Honka      |
| 2003–04 | Marcus Grant (3)   |      | Stany Zjednoczone                    | Kouvot            |
| 2004–05 | Tim Kisner         |      | Stany Zjednoczone                    | Salon Vilpas      |
| 2005–06 | Boakai Lalugba     |      | /                                    | UU Korihait       |
| 2006–07 | Jerald Fields      |      | Stany Zjednoczone                    | KTP-Basket        |
| 2007–08 | Corey Smith        |      | Stany Zjednoczone                    | Kouvot            |
| 2008–09 | Ray Nixon          |      | Stany Zjednoczone                    | Namika Lahti      |
| 2009–10 | A.J. Moye          |      | Stany Zjednoczone                    | Kouvot            |
| 2010–11 | Damon Williams (2) |      | Stany Zjednoczone                    | Tampereen Pyrintö |
| 2011–12 | Tim Blue           | F    | Stany Zjednoczone                    | KTP-Basket        |
| 2012–13 | Martin Zeno        | G    | Stany Zjednoczone                    | Nilan Bisons      |
| 2013–14 | Kyle Fogg          | PG   | Stany Zjednoczone                    | Korikobrat        |

| Sezon   | Zawodnik               | Poz. | Zespół                    | Przyp. |
| ------- | ---------------------- | ---- | ------------------------- | ------ |
| 1986–87 | Mikael Salmi           |      | Helsingin NMKY            |        |
| 1987–88 | Sakari Pehkonen        |      | Helsingin NMKY            |        |
| 1988–89 | Pekka Markkanen        |      | Urheilijat                |        |
| 1989–90 | Petteri Nieminen       |      | Uudenkaupungin Urheilijat |        |
| 1990–91 | Larry Pounds           |      | KTP-Basket                |        |
| 1991–92 | Petri Niiranen         |      | Helsingin NMKY            |        |
| 1992–93 | Kari-Pekka Klinga      |      | Torpan Pojat              |        |
| 1993–94 | Petri Niiranen (2)     |      | Helsingin NMKY            |        |
| 1994–95 | Kari-Pekka Klinga (2)  |      | Torpan Pojat              |        |
| 1995–96 | Markku Larkio          |      | New Wave                  |        |
| 1996–97 | Mika-Matti Tahvanainen |      | Lahden NMKY               |        |
| 1997–98 | Pasi Riihelä           |      | Kouvot                    |        |
| 1998–99 | Teemu Rannikko         |      | Piiloset                  |        |
| 1999–00 | Teemu Rannikko (2)     |      | Piiloset                  |        |
| 2000–01 | Roope Mäkelä           |      | Espoon Honka              |        |
| 2001–02 | Jukka Toijala          |      | Joensuun Kataja           |        |
| 2002–03 | Petri Virtanen         |      | BC Jyväskylä              |        |
| 2003–04 | Pasi Riihelä           |      | Lappeenrannan NMKY        |        |
| 2004–05 | Pasi Riihelä (2)       |      | Lappeenrannan NMKY        |        |
| 2005–06 | Petri Virtanen (2)     |      | Joensuun Kataja           |        |
| 2006–07 | Sami Lehtoranta (2)    |      | Joensuun Kataja           |        |
| 2007–08 | Petteri Koponen        |      | Espoon Honka              |        |
| 2008–09 | Antti Nikkilä          |      | Tampereen Pyrintö         |        |
| 2009–10 | Tuukka Kotti           |      | Espoon Honka              |        |
| 2010–11 | Ville Kaunisto         |      | Kouvot                    |        |
| 2011–12 | Sami Lehtoranta (2)    | PF   | Joensuun Kataja           |        |
| 2012–13 | Samuel Haanpää         | SG   | Korikobrat                |        |
| 2013–14 | Antero Lehto           | PG   | Tampereen Pyrintö         | [ 1 ]  |

### MVP Finałów

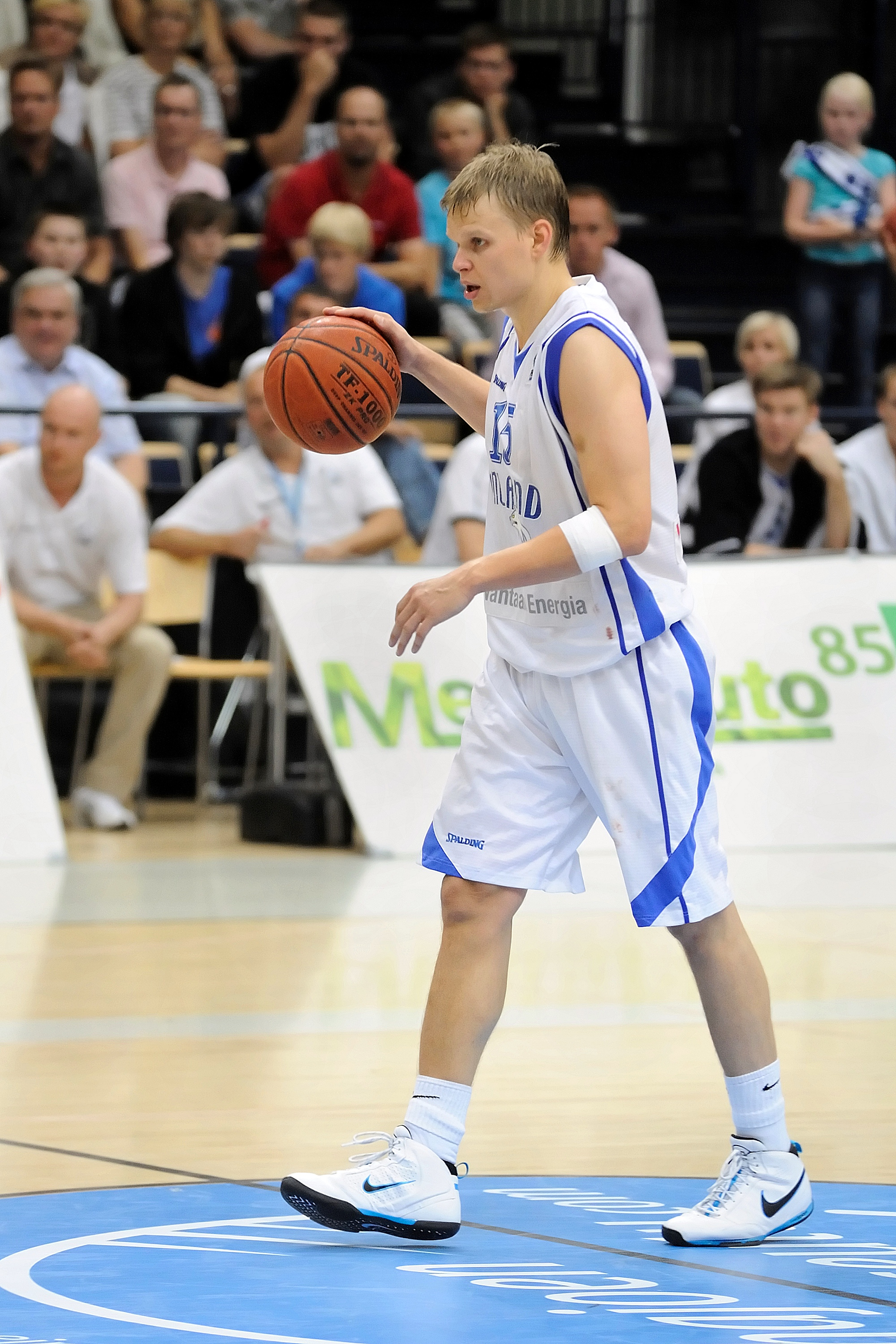
Teemu Rannikko, zdobywca MVP finałów w 2015 roku

| Sezon   | Nar.              | Zawodnik           | Poz. | Zespół              | Przyp. |
| ------- | ----------------- | ------------------ | ---- | ------------------- | ------ |
| 1999–00 | Finlandia         | Juha Luhtanen      | G    | Namika Lahti        |        |
| 2000–01 | Stany Zjednoczone | Lonnie Cooper      | G    | Espoon Honka        |        |
| 2001–02 | Finlandia         | Markus Hemdahl     | PF   | Espoon Honka        |        |
| 2002–03 | Finlandia         | Heikki Zitting     | SF   | Espoon Honka        |        |
| 2003–04 | Finlandia         | Anssi Kinnaslampi  | G    | Kouvot              |        |
| 2004–05 | Stany Zjednoczone | Matthew Williams   | PF   | Lappeenrannan NMKY  |        |
| 2005–06 | Dania             | Chanan Colman      | SG   | Lappeenrannan NMKY  |        |
| 2006–07 | Finlandia         | Jukka Matinen      | PF   | Espoon Honka        |        |
| 2007–08 | Jamajka           | Akeem Scott        | PG   | Espoon Honka        |        |
| 2008–09 | Finlandia         | Vesa Mäkäläinen    | SF   | Namika Lahti        |        |
| 2009–10 | Stany Zjednoczone | Damon Williams     | PF   | Tampereen Pyrintö   | [ 2 ]  |
| 2010–11 | Stany Zjednoczone | Damon Williams (2) | PF   | Tampereen Pyrintö   |        |
| 2011–12 | Stany Zjednoczone | Jeb Ivey           | SG   | Nilan Bisons Loimaa | [ 3 ]  |
| 2012–13 | Stany Zjednoczone | Jeb Ivey (2)       | SG   | Nilan Bisons Loimaa | [ 4 ]  |
| 2013–14 | Stany Zjednoczone | Damon Williams (3) | PF   | Tampereen Pyrintö   | [ 5 ]  |
| 2014–15 | Finlandia         | Teemu Rannikko     | PF   | Joensuun Kataja     |        |

### Obrońca Roku
| Sezon   | Nar.                                 | Zawodnik            | Poz. | Zespół              | Przyp. |
| ------- | ------------------------------------ | ------------------- | ---- | ------------------- | ------ |
| 1993–94 | Finlandia                            | Aleksi Wuorenjuuri  | G    | Torpan Pojat        |        |
| 1994–95 | Finlandia                            | Greg Joyner         | SF   | Torpan Pojat        |        |
| 1995–96 | Finlandia                            | Greg Joyner (2)     | SF   | Torpan Pojat        |        |
| 1996–97 | Finlandia                            | Greg Joyner (3)     | SF   | Torpan Pojat        |        |
| 1997–98 | Finlandia                            | Kari Hautala        | G    | Torpan Pojat        |        |
| 1998–99 | Wyspy Dziewicze Stanów Zjednoczonych | Faisal Abraham      | F    | Salon Vilpas        |        |
| 1999–00 | Finlandia                            | Greg Joyner (4)     | SF   | Torpan Pojat        |        |
| 2000–01 | Finlandia                            | Tero Minetti        | PG   | Pyrbasket           |        |
| 2001–02 | Finlandia                            | Anssi Kinnaslampi   | G    | KTP-Basket          |        |
| 2002–03 | Finlandia                            | Anssi Kinnaslampi   | SF   | Espoon Honka        |        |
| 2003–04 | Finlandia                            | Tom Gustafsson      | C    | Namika Lahti        |        |
| 2004–05 | Finlandia                            | Juha Sten           | G    | Aura Basket         |        |
| 2005–06 | Finlandia                            | Timo Heinonen       | F    | Pussihukat          |        |
| 2006–07 | Finlandia                            | Ilkka Vuori         | G    | Namika Lahti        |        |
| 2007–08 | Finlandia                            | Juha Sten (2)       | G    | Lappeenrannan NMKY  |        |
| 2008–09 | Finlandia                            | Vesa Mäkäläinen     | SF   | Namika Lahti        |        |
| 2009–10 | Finlandia                            | Timo Heinonen (2)   | SF   | Torpan Pojat        | [ 2 ]  |
| 2010–11 | Finlandia                            | Vesa Mäkäläinen (2) | SF   | Kauhajoen Karhu     |        |
| 2011–12 | Finlandia                            | Antero Lehto        | PG   | Tampereen Pyrintö   | [ 3 ]  |
| 2012–13 | Finlandia                            | Henri Hirvikoski    | G/F  | Kauhajoen Karhu     | [ 4 ]  |
| 2013–14 | Finlandia                            | Tuukka Kotti        | PF   | Nilan Bisons Loimaa | [ 5 ]  |